# Xingu nationalpark
Xingu nationalpark (portugisiska: Parque Indígena do Xingu) är en nationalpark i norra Mato Grosso i Brasilien. Den ligger i delstaten Mato Grosso, i den centrala delen av landet, 800 km nordväst om huvudstaden Brasília.
Nationalparken inrättades 1961 för att skydda ursprungsbefolkningen i områdets kultur och landområden.
I omgivningarna runt Xingu National Park växer i huvudsak städsegrön lövskog. Trakten runt Xingu National Park är nära nog obefolkad, med mindre än två invånare per kvadratkilometer.

### Fotnoter
1. ↑  Xingu National Park hos GeoNames.Org (cc-by); post uppdaterad 2009-06-08; databasdump nerladdad 2015-12-29
2. ↑  ”NASA Earth Observations: Land Cover Classification”. NASA/MODIS. Arkiverad från originalet den 28 februari 2016. https://web.archive.org/web/20160228161657/http://neo.sci.gsfc.nasa.gov/view.php?datasetId=MCD12C1_T1. Läst 30 januari 2016.
3. ↑  ”NASA Earth Observations: Population Density”. NASA/SEDAC. Arkiverad från originalet den 9 februari 2016. https://web.archive.org/web/20160209064446/http://neo.sci.gsfc.nasa.gov/view.php?datasetId=SEDAC_POP. Läst 30 januari 2016.

### Webbreferens
- Parque Indígena do Xingu